# Reduchów
Reduchów [pronunciación en polaco: /rɛˈduxuf/] es un pueblo ubicado en el distrito administrativo de Gmina Szadek, dentro del condado de Zduńska Wola, voivodato de Łódź, en el centro de Polonia. Se encuentra aproximadamente a 10 kilómetros al oeste de Szadek, a 13 kilómetros al noroeste de Zduńska Wola, y a 44 kilómetros al oeste de la capital regional, Łódź. 